# Katsushika
Katsushika (jap. 葛飾区 Katsushika-ku) – jeden z 23 specjalnych okręgów (dzielnic) japońskiej stolicy, Tokio. Ma powierzchnię 34,80 km². W 2020 r. mieszkało w nim 453 441 osób, w 215 521 gospodarstwach domowych  (w 2010 r. 442 848 osób, w 197 163 gospodarstwach domowych).